# افرای سه‌دندانه
افرای سه‌دندانه (نام علمی: Acer buergerianum) نام یک گونه از سرده افرا است.